# پیست بین‌المللی شانگهای
پیست بین‌المللی شانگهای (انگلیسی: Shanghai International Circuit) یک پیست ورزش‌های موتوری در شهر شانگهای، چین است.
این پیست که معمولاً برای مسابقات فرمول یک استفاده می‌شود در سال ۲۰۰۴ افتتاح شده و ظرفیت آن ۲۰۰٬۰۰۰ نفر است.

## نگارخانه

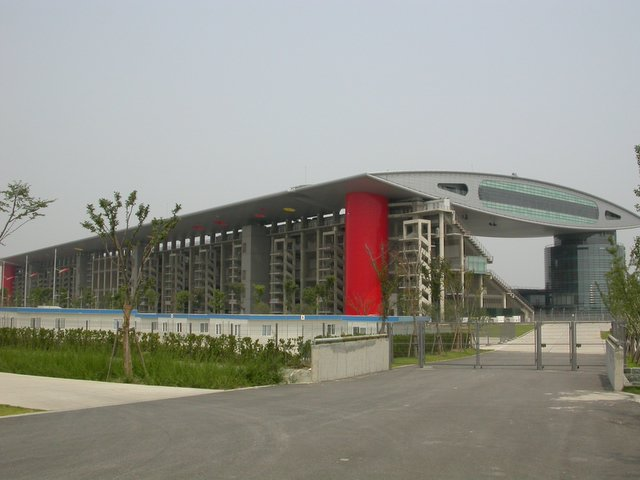
Exterior of main grandstand
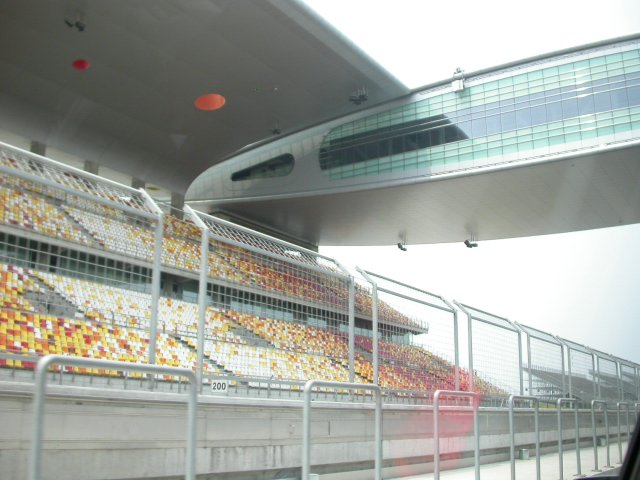
Main grandstand
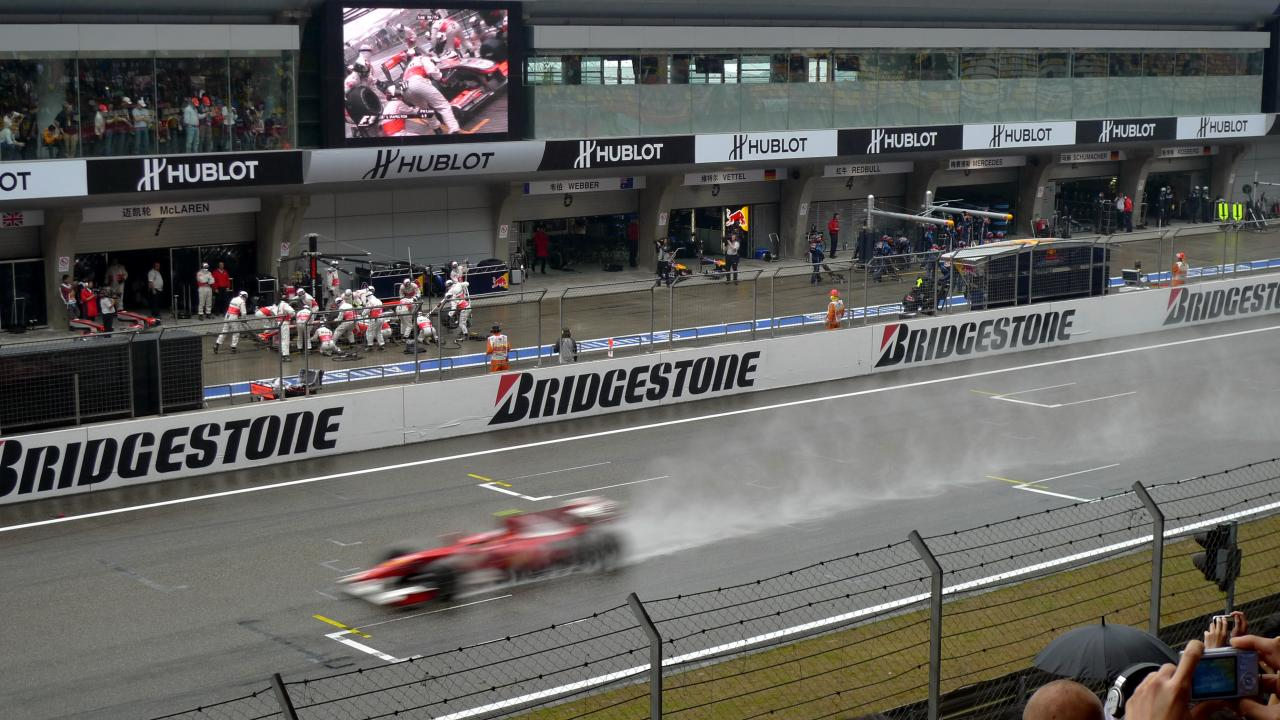
View from the main grandstand
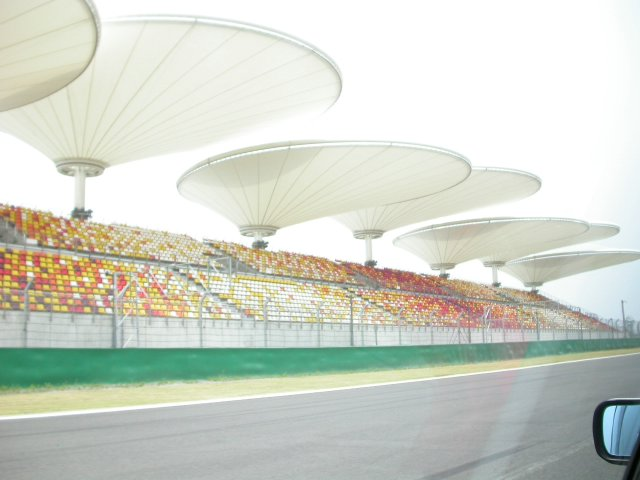
Covered grandstand H & K
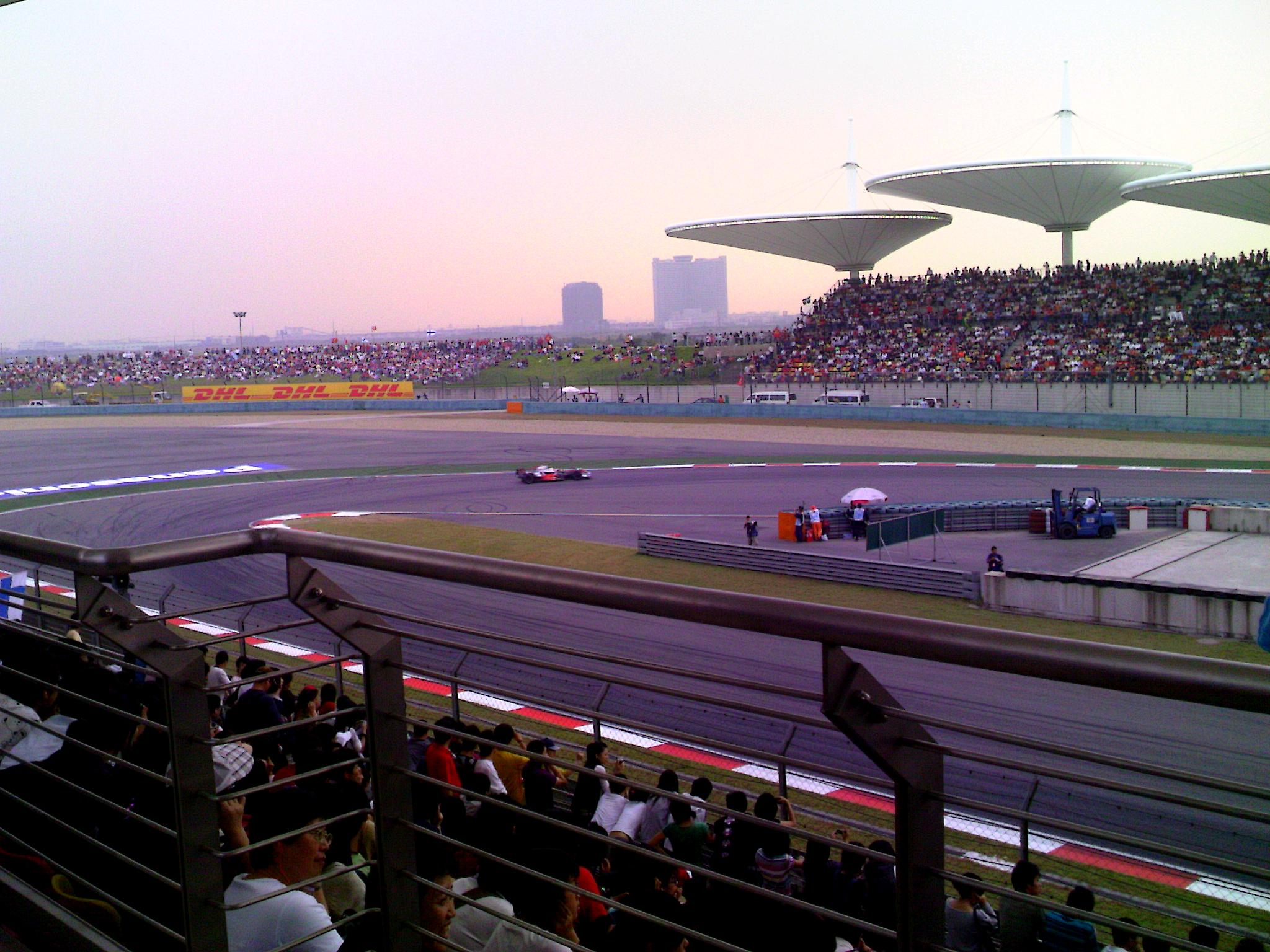
Grandstand H & K
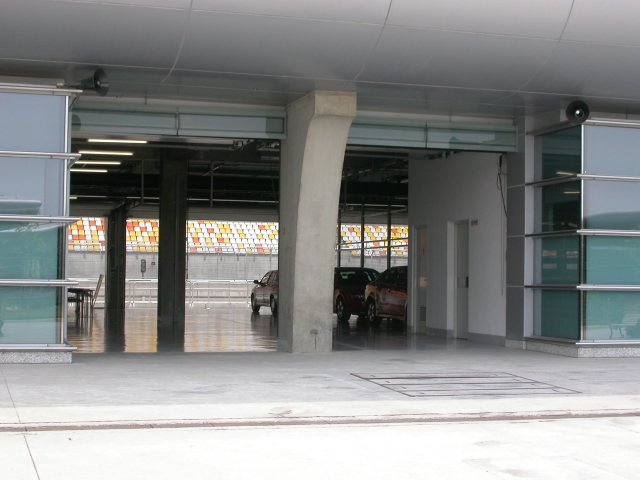
Pit